# Macoma crassula
Macoma crassula is een tweekleppigensoort uit de familie van de Tellinidae. De wetenschappelijke naam van de soort is voor het eerst geldig gepubliceerd in 1855 door Deshayes.